# مارغريت ديفيز
مارغريت ديفيز (بالإنجليزية: Margaret Davies) (و. 1884 – 1963 م) هي أمينة من المملكة المتحدة، وويلز، توفيت عن عمر يناهز 79 عاماً.